# Nagy Máté (gitáros)
Nagy Máté, művésznevén Matt Draco magyar gitáros, a hazai rock- és metalzene egyik kiemelkedő alakja. Karrierje során számos jelentős zenekarban játszott, mint például az Omen, Kalapács, Crystal Tears, valamint a Daddies Cool supergroup tagjaként kiemelkedő technikai tudását és stílusváltó képességét bizonyította.

## Tanulmányok
Zenei pályafutását 13 évesen, 2002-ben kezdte klasszikus gitártanulmányokkal egy helyi zeneiskolában, majd később elektromos gitárra váltott. Zenei tanulmányait az ETÜD Zeneiskola és Zeneművészeti Szakközépiskolában kezdte, majd elvégezte a Póka Egon által vezetett Kőbányai Zenei Stúdió képzését. Itt emelt szintű szakvizsgát szerzett kitűnő eredménnyel és pedagógiai képesítést kapott. 22 évesen már a nemzetközi guitarmasterclass.net instruktora volt. Testvére, Nagy Dénes a Deák Bill Blues Band tagjaként vált ismertté.

## Korai évek és zenei kezdetek
Első amatőr zenei formációja a testvérével, Nagy Dénessel közösen létrehozott Purple Haze nevű Jimi Hendrix tribute zenekar volt, éveken keresztül látható és hallható volt kisebb klubokban.
Első inspirációi között olyan legendás előadók szerepeltek, mint Jimi Hendrix és Led Zeppelin. Később igyekezett minél több zenekart és zenészt hallgatni. Kedvenc gitárosai között említi Jimi Hendrixet, Zakk Wylde-ot, Stevie Ray Vaughant, Richie Kotzent, Doug Aldrich-ot, Philip Sayce-t, Dimebag Darrelt, Tátrai Tibort és B.B. Kinget.[forrás?]
Játékstílusa alapvetően blues-alapú, saját bevallása szerint szereti, amikor „a gitár sír”, de sosem mond nemet egy ízléses szólózásra sem.[forrás?] Pályafutása elején kisebb zenekarokban játszott[pontosabban?], majd a Tirana Rockers tagjaként kezdett komolyabb zenei karriert építeni.

## Tirana Rockers és nemzetközi karrier
Nagy Máté zenei pályafutásának korai szakaszában a Tirana Rockers tagjaként kezdte pályáját. A zenekar 1992-ben alakult a Bikini ideiglenes feloszlása után, Daczi Zsolt gitáros és Gubás Tibor énekes vezetésével. 1999-ben feloszlottak, majd 2010-ben tértek vissza új tagokkal, köztük Nagy Mátéval.
A 2011-es időszakban a norvég Black Diamond Management menedzselésével Tim Ripper Owens (ex-Judas Priest) kelet-európai turnéjának előzenekaraként léptek fel, majd a Thunderbolt nevű norvég zenekarral járták Európát. A zenekar kemény riffeket, dinamikus szólókat és Gubás Tibor jellegzetes énekstílusát ötvözte.

## Crystal Tears-korszak
2012-ben csatlakozott a görög Crystal Tears power metal zenekarhoz, amelynek története 1997-ig nyúlik vissza. A Thessalonikiben alapított együttes kemény hangzásvilágáról és dinamikus koncertjeiről volt ismert, olyan előadók hatását ötvözve, mint a Judas Priest vagy a Gamma Ray. Nagy Máté részt vett a Forged in Fury (2013) és a Decadence Deluxe (2018) albumok felvételein, ahol gitárjátékával kiemelkedett a komplex riffek és szólók terén.

## Az Omen zenekarban
2012-ben Nagy Máté az Omen gitárosa lett, ahol kreatív hozzájárulásával új lendületet adott a zenekarnak. Az együttes 2015-ben kiadott Huszonöt év című albumán több dal szerzőjeként is közreműködött. Az album nagy sikert aratott, és a Mahasz Top 40 albumlistáján a harmadik helyen nyitott. 2019-ben jelent meg a Halálfogytiglan című 10 dalból álló album, melyből 8 dalnak társszerzője volt, illetve a teljes albumot ő producelte. A Halálfogytiglan 2020-ban aranylemez lett. Az Omenben töltött időszaka alatt számos koncerten bizonyította virtuozitását, míg 2020-ban kilépett  a zenekarból.

## Demonclaw mint szólóprojekt
2023-ban Demonclaw néven a szólóprojektje a Chaos Reigns című dallal debütált. Ebben a projektben a gitározás mellett a keményebb metal éneklést is kipróbálta, új oldalát mutatva meg művészi sokoldalúságának.

## Kalapács és a három gitáros koncepció
2023 júliusában Nagy Máté ideiglenes helyettesítőként lépett be a Kalapács zenekarba, miután Sárközi Lajos egészségügyi problémák miatt szüneteltetni kényszerült szereplését. A zenekar eredetileg átmeneti megoldásként gondolt a közreműködésre, ám Nagy Máté teljesítménye olyan mértékben lenyűgözte a társakat, hogy a visszatérő Sárközi mellett maradásra kérték.
A Kalapács történetében és itthoni viszonylatban is rendhagyó módon 2024-től három gitáros felállásban működött tovább a zenekar. Kalapács József kiemelte, hogy Nagy Máté nem csupán technikai tudásával, hanem improvizációs készségével is kiegészítette a zenekar hangját. A formáció legnagyobb kihívása a meglévő dalok átalakítása volt, amelyek eredetileg két gitárra íródtak. Nagy Máté közreműködésével új szólókat és harmonikus rétegeket építettek be, és az Ezerből egy című 2025-ben megjelent nagylemez utómunkálataiban és a dalok feljátszásában is szerepet vállalt. A Barba Negrában tartott első háromgitáros koncerten a közönség és a kritika egyaránt pozitívan fogadta az új hangzást.

## Daddies Cool
2024-ben alapító tagja lett a Daddies Cool szupergroupnak, amelyben legendás magyar rock és metal zenekarok dalait dolgozták fel. A telt házas bemutatkozó koncert 2025 februárjában volt a Barba Negrában.
Közreműködött még a Flúg zenekar Rendezői változat című második nagylemezén, a Harcosok Klubja című dalban, amelyben jellegzetes és vad gitárszólója hallható.

## Oktatói tevékenység
Nagy Máté több mint tíz éve foglalkozik gitároktatással. Blues, rock, metal, folk és bluegrass műfajokban tanít személyesen és online. Pedagógiai módszere az improvizációs technikák fejlesztésére és zenei sokszínűségre fókuszál. A Guitar Master Class (GMC) közösség tagjaként taníthat és tanulhat is.

## Művészi stílus és hangszerek
Játékstílusát technikai precizitás és érzelmi kifejezés jellemzi. Főként Gibson Les Paul és Epiphone modelleket használ. Stílusában ötvözi a blues vibratókat, metal technikákat és hard rock jellemzőket. Saját bevallása szerint a bluestól a metalig terjedő skálán belül játszik, de minden zenei stílust meghallgat és tisztel, az afrikai törzsi zenétől a klasszikus darabokig.

## Zenekarai
- Tirana Rockers (2010–2012)
- Crystal Tears (2012–2019)
- Omen (2012–2020)
- Demonclaw (2023–)
- Kalapács (2023–)
- Daddies Cool (2024–)

## Diszkográfia
- Forged in Fury – Crystal Tears (2013)
- Huszonöt év – Omen (2015)
- Decadence Deluxe – Crystal Tears (2018)
- Halálfogytiglan – Omen (2019)
- Chaos Reigns (single) – Demonclaw (2023)
- Ezerből egy – Kalapács (2025)